# 李師古
李 師古（り しこ、生年不詳 - 806年）は、唐代の軍人。平盧淄青節度使。祖先は高句麗の人。

## 経歴
平盧淄青節度使の李納の子として生まれた。蔭官により青州刺史となった。貞元8年（792年）、李納が死去すると、淄青の軍中では師古に節度使の位を嗣がせようという請願がおこなわれた。唐の朝廷により師古は右金吾衛大将軍同正・平盧淄青節度営田観察・陸運海運押新羅渤海両蕃使に任じられた。成徳軍節度使の王武俊が軍を率いて徳州と棣州に宿営し、蛤𧊱城と三汊城を奪取しようとした。棣州厭次県の蛤𧊱の塩池は年間に塩数十万斛が取れるところで、棣州はかつて淄青に属していた。棣州刺史の李長卿は州城ごと朱滔の傘下に入ったが、蛤𧊱は李納の勢力下にあり、城を築いて守らせ、塩の専売の利益を確保していた。そののち王武俊が朱滔を破った功により、徳州と棣州は成徳軍節度使に属したが、蛤𧊱城はなお李納の守るところであった。李納は徳州の南の黄河をまたいだところに三汊城を築き、魏博節度使の田緒との交通路を確保するため、三汊城を拠点に徳州を侵略し、王武俊にとっての患いとなっていた。李納が死去して、師古が平盧淄青節度使を嗣ぐと、王武俊は師古が年少であるのにつけこんで、兵を率いて2城の奪取を図ったものであった。師古は棣州の降将の趙鎬に命じて王武俊の軍を阻ませた。王武俊はその子の王士清に命じて兵を率いて先に滴河を渡らせたが、王士清の陣営から火が起こり、進めなくなった。徳宗が勅使を送って調停すると、王武俊は軍を返し、師古は三汊城を破壊して、双方とも徳宗の調停に従った。
貞元10年（794年）5月、父の三年の喪が明けると、師古は検校礼部尚書を加えられた。貞元12年（796年）1月、検校尚書右僕射となった。11月、母が死去したため、師古は喪に服していたが、左金吾衛上将軍同正として復帰した。貞元15年（799年）1月、師古の妾媵が国夫人となった。貞元16年（800年）6月、師古は淮南節度使の杜佑とともに同中書門下平章事を加えられた。貞元21年（805年）、徳宗が死去すると、師古は義成軍節度使の李元素が遺詔を偽作したと言いがかりをつけ、その使者を捕らえて杖罰を加え、兵を発して滑州に侵攻した。順宗が即位すると、師古は撤兵した。のちに検校司徒となり、侍中を兼ねた。元和元年（806年）閏6月1日、死去した。太傅の位を追贈された。

## 伝記資料
- 『旧唐書』巻124 列伝第74
- 『新唐書』巻213 列伝第138